# Гай-Прері
Гай-Прері (англ. High Prairie) — містечко в Канаді, у провінції Альберта, у складі муніципального району Біґ-Лейкс.

## Населення
За даними перепису 2016 року, містечко нараховувало 2564 особи, показавши скорочення на 1,4%, порівняно з 2011-м роком. Середня густина населення становила 355,3 осіб/км².
З офіційних мов обидвома одночасно володіли 115 жителів, тільки англійською — 2 400. Усього 310 осіб вважали рідною мовою не одну з офіційних, з них 65 — одну з корінних мов, а 15 — українську.
Працездатне населення становило 1 330 осіб (69,8% усього населення), рівень безробіття — 11,3% (13,1% серед чоловіків та 9,6% серед жінок). 91% осіб були найманими працівниками, а 7,9% — самозайнятими.
Середній дохід на особу становив $47 030 (медіана $38 848), при цьому для чоловіків — $55 555, а для жінок $40 196 (медіани — $50 816 та $32 090 відповідно).
24,4% мешканців мали закінчену шкільну освіту, не мали закінченої шкільної освіти — 32,8%, 42,5% мали післяшкільну освіту, з яких 34,6% мали диплом бакалавра, або вищий.
| Статево-вікова структура населення | Статево-вікова структура населення | Статево-вікова структура населення | Статево-вікова структура населення | Статево-вікова структура населення |
| ---------------------------------- | ---------------------------------- | ---------------------------------- | ---------------------------------- | ---------------------------------- |
|                                    |                                    |                                    |                                    |                                    |
| Всього                             | Всього                             | 46,6%53,4%                         |                                    |                                    |
| 0 — 14 років                       | 0 — 14 років                       |                                    | 23,8%                              | 23,8%                              |
| 15 — 64 років                      | 15 — 64 років                      |                                    | 62,2%                              | 62,2%                              |
| 65 і більше                        | 65 і більше                        |                                    | 14%                                | 14%                                |
| 85 і більше                        | 85 і більше                        |                                    | 2,7%                               | 2,7%                               |
| Середній вік (років)               | Середній вік (років)               | 35,837,9                           | 36,9                               | 36,9                               |
| Медіана (років)                    | Медіана (років)                    | 33,536,3                           | 35,1                               | 35,1                               |
| — чоловіки — жінки                 |                                    |                                    |                                    |                                    |

| Походження мешканців:     | Походження мешканців:     | Походження мешканців: | Походження мешканців: | Походження мешканців: |
| ------------------------- | ------------------------- | --------------------- | --------------------- | --------------------- |
| Походження                |                           |                       | осіб                  | %                     |
| Корінні американці        | Корінні американці        |                       | 950                   | 37.05%                |
| Інше північноамериканське | Інше північноамериканське |                       | 705                   | 27.5%                 |
| Європейське               | Європейське               |                       | 1 280                 | 49.92%                |
| британське                | британське                |                       | 770                   | 30.03%                |
| французьке                | французьке                |                       | 415                   | 16.19%                |
| українське                | українське                |                       | 280                   | 10.92%                |
| Азійське                  | Азійське                  |                       | 215                   | 8.39%                 |

| Зайнятість населення за галузями (за класифікацією NOC): | Зайнятість населення за галузями (за класифікацією NOC): | Зайнятість населення за галузями (за класифікацією NOC): | Зайнятість населення за галузями (за класифікацією NOC): | Зайнятість населення за галузями (за класифікацією NOC): |
| -------------------------------------------------------- | -------------------------------------------------------- | -------------------------------------------------------- | -------------------------------------------------------- | -------------------------------------------------------- |
|                                                          |                                                          |                                                          |                                                          |                                                          |
| Управління                                               | Управління                                               |                                                          | 8%                                                       | 8%                                                       |
| Бізнес, фінанси та адміністрування                       | Бізнес, фінанси та адміністрування                       |                                                          | 11%                                                      | 11%                                                      |
| Природничі та прикладні науки                            | Природничі та прикладні науки                            |                                                          | 0,8%                                                     | 0,8%                                                     |
| Охорона здоров'я                                         | Охорона здоров'я                                         |                                                          | 6,8%                                                     | 6,8%                                                     |
| Освіта, правозахист, муніципальні та урядові служби      | Освіта, правозахист, муніципальні та урядові служби      |                                                          | 20,5%                                                    | 20,5%                                                    |
| Мистецтво, культура, відпочинок та спорт                 | Мистецтво, культура, відпочинок та спорт                 |                                                          | 2,3%                                                     | 2,3%                                                     |
| Роздрібна торгівля та послуги                            | Роздрібна торгівля та послуги                            |                                                          | 25,5%                                                    | 25,5%                                                    |
| Гуртова торгівля, транспорт та обладнання                | Гуртова торгівля, транспорт та обладнання                |                                                          | 16,7%                                                    | 16,7%                                                    |
| Природні ресурси, сільське господарство                  | Природні ресурси, сільське господарство                  |                                                          | 2,3%                                                     | 2,3%                                                     |
| Виробництво                                              | Виробництво                                              |                                                          | 4,9%                                                     | 4,9%                                                     |

## Клімат
Середня річна температура становить 1,5°C, середня максимальна – 20,9°C, а середня мінімальна – -22,6°C. Середня річна кількість опадів – 464 мм.
| Клімат поселення                              | Клімат поселення | Клімат поселення | Клімат поселення | Клімат поселення | Клімат поселення | Клімат поселення | Клімат поселення | Клімат поселення | Клімат поселення | Клімат поселення | Клімат поселення | Клімат поселення | Клімат поселення |
| Показник                                      | Січ.             | Лют.             | Бер.             | Квіт.            | Трав.            | Черв.            | Лип.             | Серп.            | Вер.             | Жовт.            | Лист.            | Груд.            |                  |
| Середній максимум, °C                         | −9,1             | −4,93            | 0,96             | 10,33            | 16,80            | 20,89            | 20,91            | 19,98            | 14,88            | 9,20             | −1,35            | −9,42            |                  |
| Середня температура, °C                       | −15,86           | −11,68           | −5,82            | 3,60             | 10,04            | 14,12            | 15,89            | 14,93            | 9,81             | 4,19             | −6,37            | −14,46           |                  |
| Середній мінімум, °C                          | −22,64           | −18,47           | −12,6            | −3,2             | 3,27             | 7,35             | 10,87            | 9,90             | 4,80             | −0,86            | −11,4            | −19,48           |                  |
| Норма опадів, мм                              | 29               | 19               | 20               | 23               | 31               | 90               | 65               | 58               | 44               | 27               | 32               | 26               |                  |
| Середньомісячна швидкість вітру, м/с          | 3.30             | 3.40             | 3.40             | 3.50             | 3.40             | 3.29             | 2.90             | 2.80             | 3.10             | 3.50             | 3.20             | 3.40             |                  |
| Середньомісячна сонячна радіація, кДж/м²·день | 2661             | 5971             | 11408            | 16828            | 20211            | 21779            | 21589            | 17700            | 11692            | 6464             | 2997             | 1897             |                  |
| --------------------------------------------- | ---------------- | ---------------- | ---------------- | ---------------- | ---------------- | ---------------- | ---------------- | ---------------- | ---------------- | ---------------- | ---------------- | ---------------- | ---------------- |
| Джерело:                                      |                  |                  |                  |                  |                  |                  |                  |                  |                  |                  |                  |                  |                  |